# ExPRESS Logistics Carrier

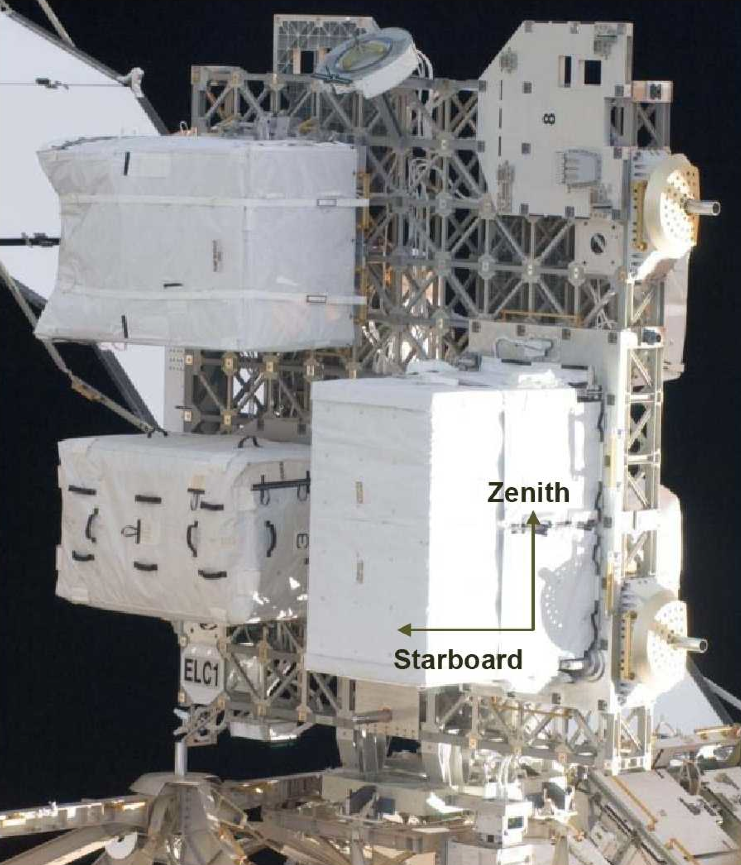
ELC-1

Un EXpedite the PRocessing of Experiments to Space Station (ExPRESS) Logistics Carrier (ELC) è una piattaforma per il carico utile non pressurizzata collegata alla Stazione spaziale internazionale (ISS) che fornisce superfici di installazione meccanica, alimentazione elettrica e servizi di comando e gestione dati per le Orbital Replacement Unit (ORU), oltre che per esperimenti scientifici a bordo della ISS.
Gli ELC sono stati sviluppati principalmente presso il Goddard Space Flight Center a Greenbelt, Maryland, con il supporto del Johnson Space Center, Kennedy Space Center e Marshall Space Flight Center. L'ELC, in precedenza chiamato "Express Pallet", è la controparte non pressurizzata del pressurizzato EXPRESS Rack. Un ELC offre agli scienziati una piattaforma e un'infrastruttura per condurre esperimenti nel vuoto dello spazio senza la necessità di un satellite dedicato in orbita terrestre.
Gli ELC si interfacciano direttamente con il Common Attach System (CAS) del Integrated Truss Structure (ITS) della ISS. Il segmento P3 dell'ITS ha due punti di aggancio chiamati Unpressurised Cargo Carrier Attachment System (UCCAS), uno rivolto verso lo zenit (verso lo spazio) chiamato UCCAS-1 e l'altro rivolto verso il nadir (verso la Terra) chiamato UCCAS-2. Il segmento S3 ha quattro punti di aggancio simili, chiamati Payload Attachment System (PAS), due rivolti verso lo zenit (PAS-1 e PAS-2) e due rivolti verso il nadir (PAS-3 e PAS-4).

## Descrizione

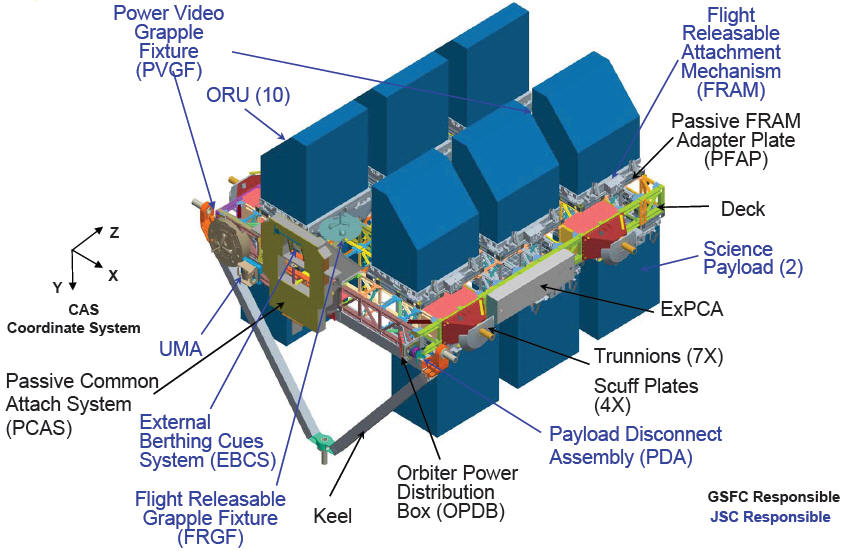
Struttura dell'ELC

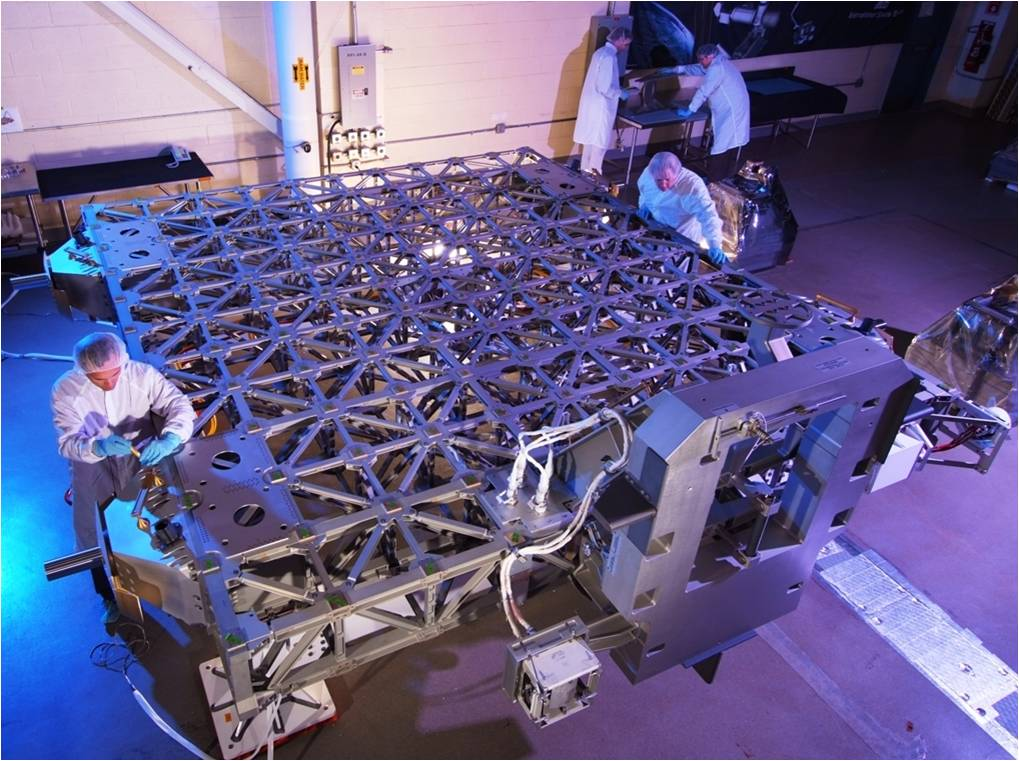
Telaio in acciaio di un ELC durante la fabbricazione finale presso Goddard Space Flight Center

Gli ELC sono quattro piattaforme non pressurizzate per il carico utile collegate alla Stazione Spaziale Internazionale, alcune delle quali progettate dall'Agenzia spaziale brasiliana, che forniscono superfici di installazione meccaniche, alimentazione elettrica e servizi di comando e gestione dati per esperimenti scientifici a bordo della ISS.
Gli ELC hanno una dimensione di circa 4,3 metri per 4,9 metri e, durante il viaggio verso la ISS, occupavano tutta larghezza della stiva dello Space Shuttle. Sono realizzati in acciaio, rivestiti con vernice UV. Ogni ELC è in grado di trasportare circa 4.450 kg in orbita e funge anche da punto di stoccaggio per gli ORU, che possono essere recuperati quando necessario. Gli esperimenti sono montati su adattatori di carico ExPRESS (ExPRESS Payload Adapters, ExPA), che hanno circa le stesse dimensioni dei FRAM utilizzati per contenere gli ORU.

## Sottosistema elettrico ExPRESS carrier avionics (ExPCA)
Nel sottosistema elettrico dell'ELC, l'avionica del carrier ExPRESS (ExPRESS Carrier Avionics, ExPCA) fornisce la distribuzione dell'alimentazione elettrica agli esperimenti e le interfacce dati con la ISS. All'interno dell'ExPCA, il computer di bordo basato su ColdFire, insieme al software e ai componenti elettronici correlati, costituisce l'Unità di controllo di volo (Flight Controller Unit, FCU). L'FCU esegue il sistema operativo real-time (RTOS) open-source RTEMS e fornisce le risorse di calcolo e comunicazione come sistema di comando e gestione dati (Command and Data Handling, C&DH) dell'ELC.
I suoi obiettivi principali sono:
- Fornire un'interfaccia di collegamento dati a bassa velocità (Low-Rate Data Link, LRDL) con la ISS per accettare comandi destinati all'ELC e agli esperimenti presenti. L'ExPCA è implementato come terminale remoto sul bus locale MIL-STD-1553 della ISS. Questa interfaccia invia anche dati telemetrici di manutenzione dall'ExPCA e dagli esperimenti residenti alla ISS.
- Fornire un LRDL dall'ExPCA agli esperimenti presenti sull'ELC per inoltrare i comandi dalla ISS agli esperimenti e ricevere telemetria dagli esperimenti per la trasmissione alla ISS. Anche questa interfaccia utilizza lo standard MIL-STD-1553, con l'ExPCA che agisce come Bus Controller (BC).
- Fornire un collegamento dati ad alta velocità (High-Rate Data Link, HRDL) tra l'ELC e la ISS. Questa interfaccia è implementata come un bus dati in fibra ottica con una capacità fino a 95 Megabit al secondo (Mbit/s). La funzione principale di questa interfaccia è il trasferimento di grandi volumi di dati scientifici dagli esperimenti alla ISS.
- Fornire una rete ethernet locale (Local Area Network, LAN) tra l'ELC e gli esperimenti presenti con una velocità fino a 6 Mbit/s per esperimento. La funzione principale di questa interfaccia è il trasferimento dei dati scientifici alla ISS, tramite l'HRDL.
- Supportare sei canali di ingresso analogico per ogni posizione di ExPA.
- Supportare sei canali di comando discreto per ogni posizione ExPA.

Nel modulo ELC-2 è stato caricato il primo esperimento basato su ELC, il Materials for ISS Experiment (MISSE-7), montato su un ExPA.
Cronologia di lancio degli ELC:
- ELC-1 ed ELC-2 sono stati consegnati alla ISS dallo Space Shuttle Atlantis nella missione STS-129 nel novembre 2009
- ELC-4 è stato consegnato con la missione STS-133 dello Space Shuttle Discovery il 24 febbraio 2011 e installato sulla ISS il 27 febbraio.
- ELC-3 è stato consegnato con la missione STS-134 dello Space Shuttle Endeavour il 16 maggio 2011 e installato il 18 maggio.

Lo Alpha Magnetic Spectrometer (AMS) occupa la posizione di installazione originariamente destinata all'ELC-5 sul ITS della ISS.
| Data lancio      | Missione           | Shuttle   | ELC           |
| ---------------- | ------------------ | --------- | ------------- |
| 16 novembre 2009 | STS-129 (ISS ULF3) | Atlantis  | ELC-1 e ELC-2 |
| 24 febbraio 2011 | STS-133 (ISS ULF5) | Discovery | ELC-4         |
| 16 maggio 2011   | STS-134 (ISS ULF6) | Endeavour | ELC-3         |

## Posizione

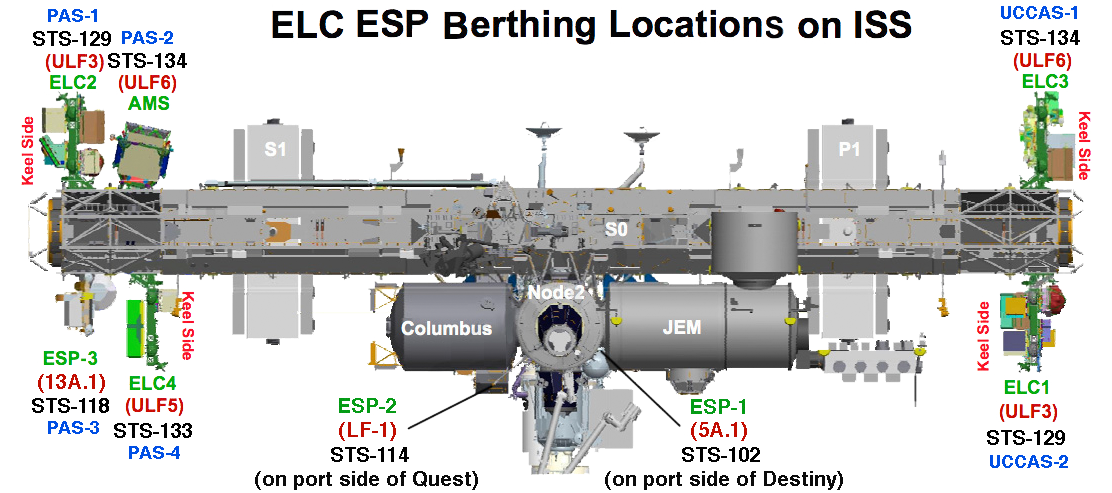
Posizioni degli ELC e ESP sulla Stazione spaziale internazionale

Fonte:

### ELC-1

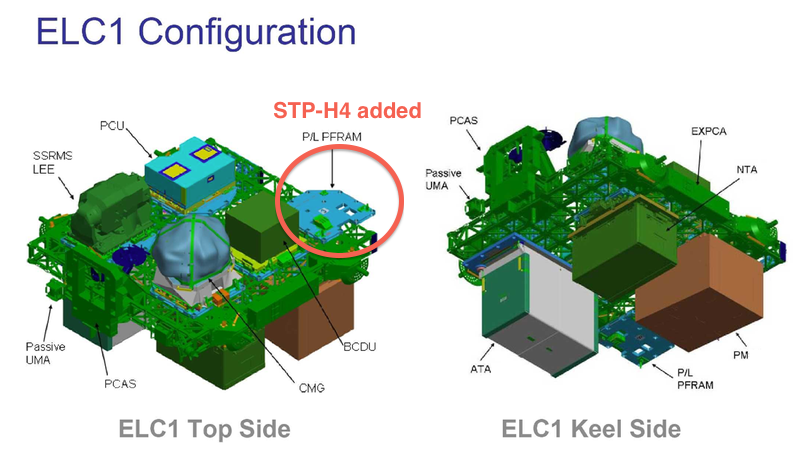
ELC-1 nella sua configurazione al lancio, con l'STP-H4 aggiunto ad agosto 2013

L'ELC-1 si trova nel segmento P3 dell'ITS della Stazione Spaziale Internazionale, nel sito UCCAS-2 (nadir, rivolto verso la Terra). L'ELC-1 pesa circa 6.280 kg. Un FRAM (Flight Releasable Attachment Mechanism) è un meccanismo di aggancio rilasciabile durante il volo.
Configurazione dei FRAM dell'ELC-1:
- FRAM-1 (lato superiore): Utility Transfer Assembly (UTA), precedentemente conteneva un Latching End Effector (LEE 204), lanciato sull'ELC-1.
- FRAM-2 (lato superiore): Plasma Contactor Unit (PCU), lanciato sull'ELC-1.
- FRAM-3 (lato superiore): Atmospheric Waves Experiment,[7] precedentemente conteneva l'esperimento STP-H5[8] (successivamente spostato su ELC-3). In precedenza conteneva STP-H4 (consegnato con l'Exposed Pallet dell'HTV-4 e posizionato qui dal Canadarm2/Dextre nell'agosto 2013). Il carico utile è stato rimosso dallo Dextre il 27 agosto 2015 e trasferito all'HTV-5 per lo smaltimento. Successivamente ha ospitato l'RRM3, consegnato dalla SpaceX CRS-16 nel dicembre 2018 e successivamente trasferito su ELC-3 nel giugno 2022.
- FRAM-4 (lato superiore): In precedenza ospitava un Battery Charger Discharge Unit (BCDU) lanciato con ELC-1 (trasferito sul segmento P6 durante un'attività extraveicolare (EVA) il 18 ottobre 2019). Un nuovo BCDU è stato consegnato con la missione SpaceX CRS-25 e installato al suo posto.
- FRAM-5 (lato superiore): Control Moment Gyroscope (CMG SN104) lanciato con ELC-1.
- FRAM-6 (lato chiglia): Nitrogen Tank Assembly (NTA SN0002) lanciato con ELC-1.
- FRAM-7 (lato chiglia): Pump Module (PM SN0007) lanciato con ELC-1.
- FRAM-8 (lato chiglia): EMIT, precedentemente conteneva OPALS e STP-H5 (successivamente spostato su FRAM-3, vedi sopra). OPALS è stato posizionato tramite Canadarm2/Dextre il 7 maggio 2014. Consegnato con la missione SpaceX CRS-3, il carico utile è stato rimosso con Dextre il 2 marzo 2017 e stivato nel trunk della SpaceX CRS-10 per lo smaltimento.[9]
- FRAM-9 (lato chiglia): Ammonia Tank Assembly (ATA) lanciato con ELC-1.

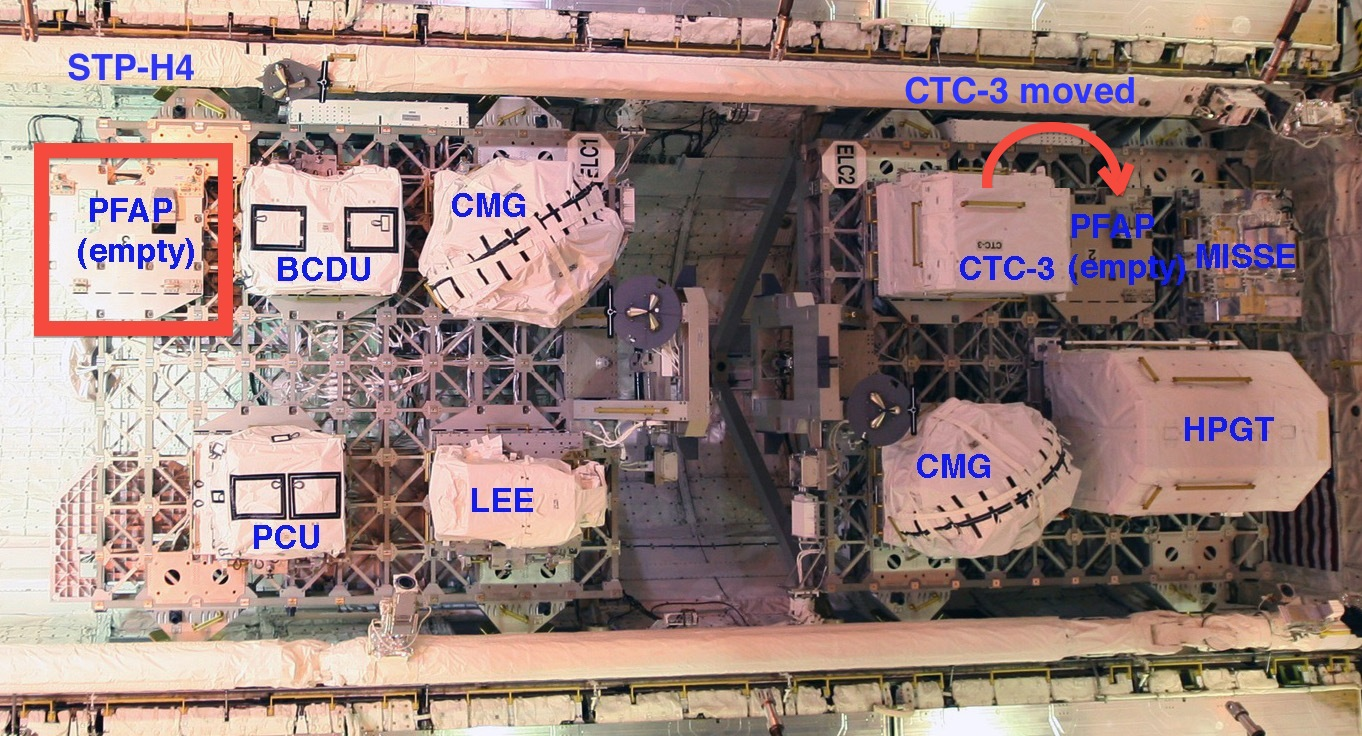
Prelancio ELC-1 e ELC-2 (visuale dall'altro), con in rosso i cambiamenti in orbita.
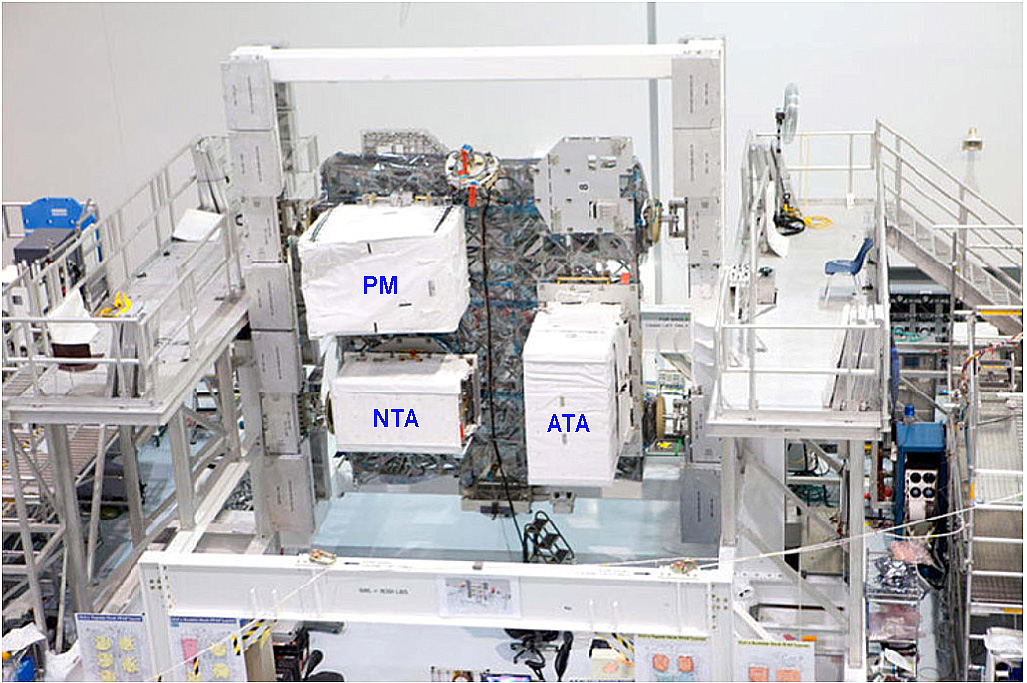
Vista da sotto dell'ELC-1, con etichette
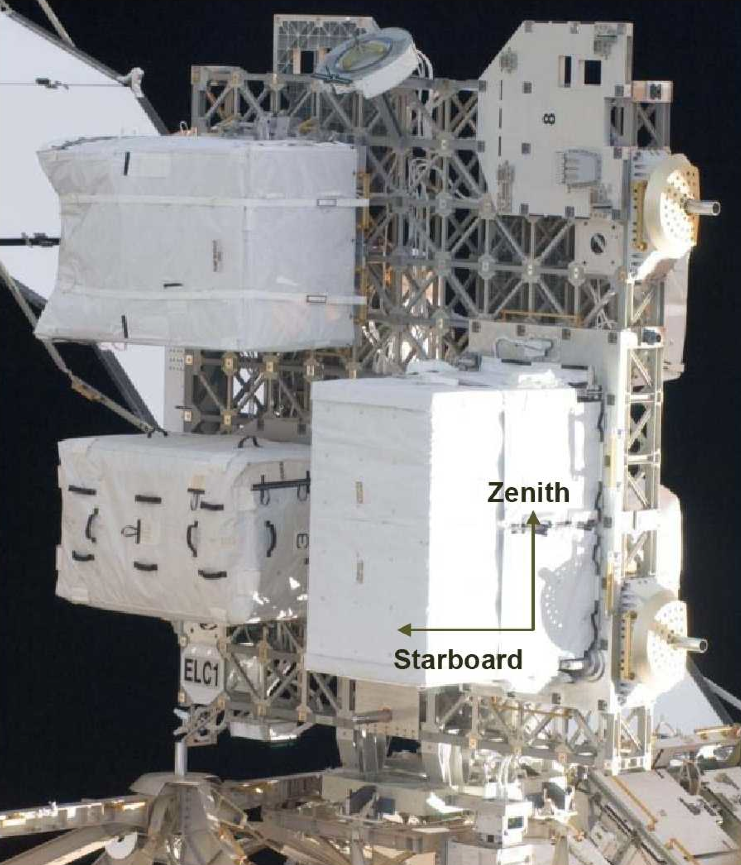
Lato chiglia dell'ELC-1 in orbita
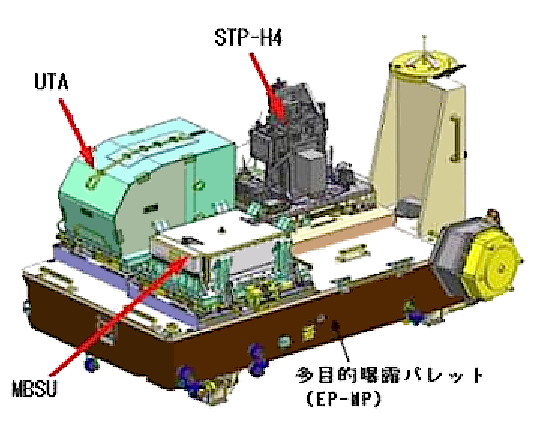
JEM Exposed Platform HTV-4
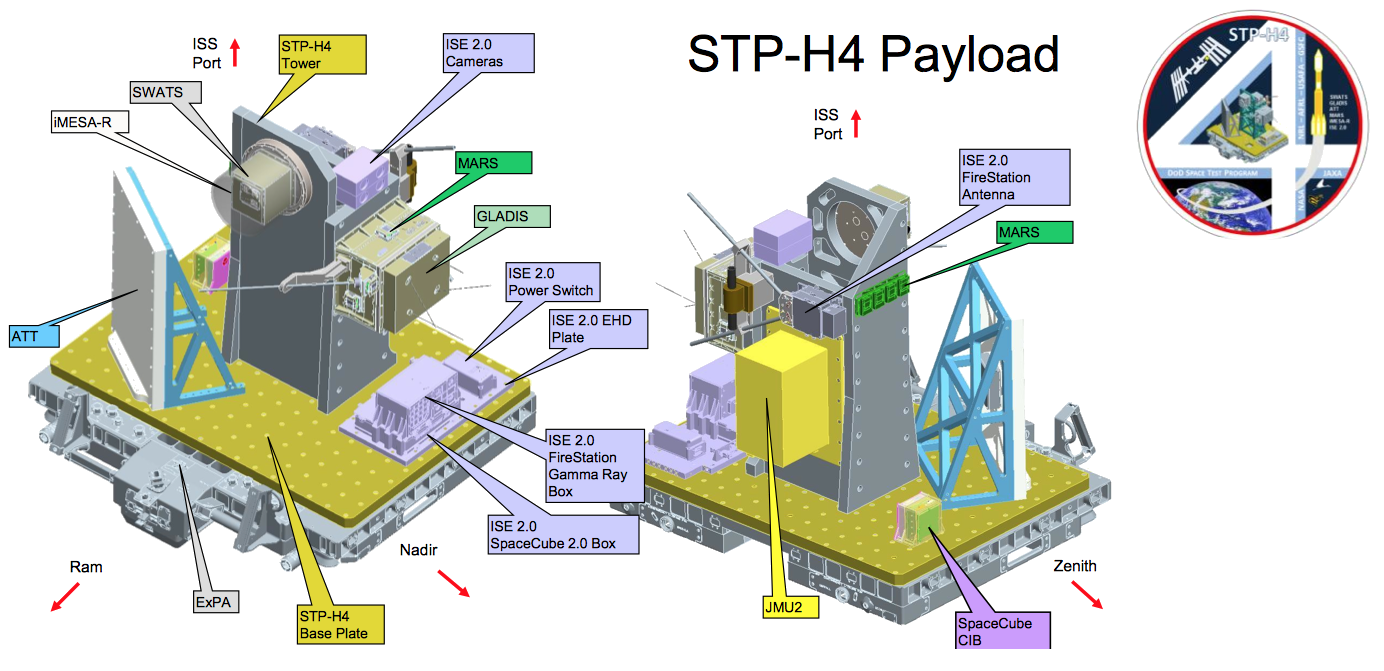
STP-H4 Experiment

### ELC-2

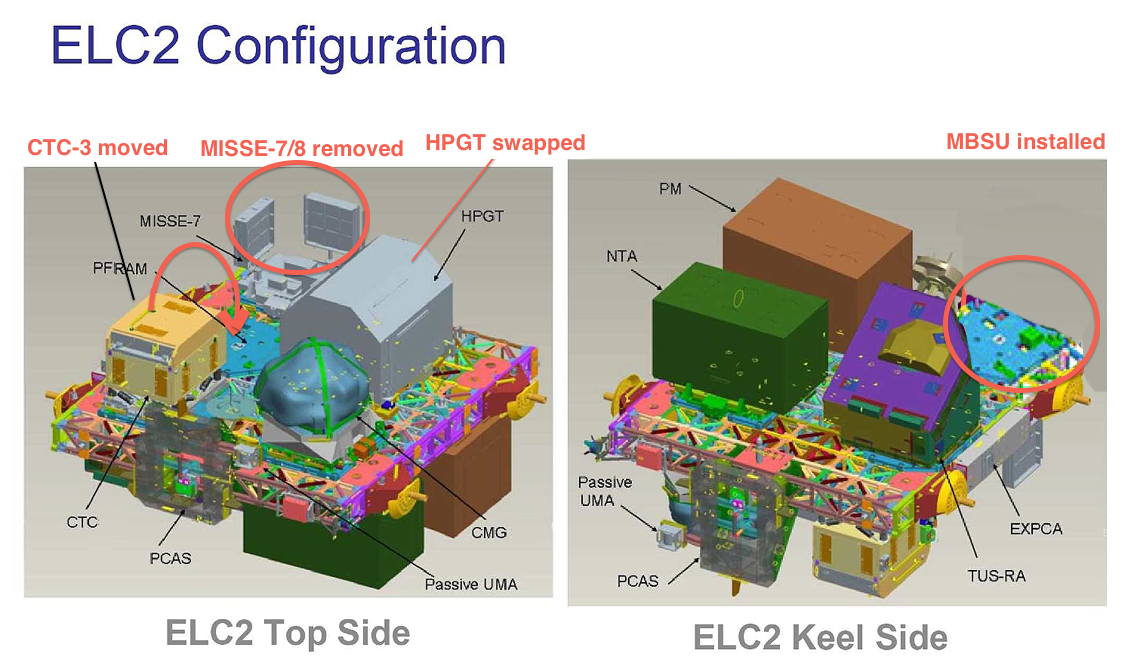
ELC-2 in its launch configuration, note changes since installation

L'ELC-2 si trova sul Segmento S3 della Stazione Spaziale Internazionale, nel sito PAS-1 (zenit, rivolto verso lo spazio), accanto all'Alpha Magnetic Spectrometer (AMS-2) situato sul PAS-2. L'ELC-2 pesa circa 6.080 kg.
Configurazione dei FRAM dell'ELC-2:
- FRAM-1 (lato superiore): Linear Drive Unit #2 (LDU #2). In precedenza conteneva un'unità Direct Current Switching Unit (DCSU) posizionata qui dal Dextre da ESP-2 il 30 gennaio 2013. (Il Cargo Transport Container-3 (CTC-3) è stato spostato sul FRAM-2 per un test di Dextre il 22/23 dicembre 2011).
- FRAM-2 (lato superiore): Direct Current Switching Unit (DCSU #9). In origine conteneva il Cargo Transport Container-3 (CTC-3), lanciato con ELC-2 e successivamente spostato dal FRAM-1 (vedi sopra).
- FRAM-3 (lato superiore): MISSE-FF Facility. In origine conteneva un ExPA come base per il MISSE-8. MISSE-8 è stato rimosso dall'equipaggio della Expedition 36 nel luglio 2013. La missione STS-134 ha aggiunto MISSE-8, sostituendo MISSE-7, che era stato lanciato con ELC-2. La missione STS-135 ha aggiunto la piastra di esposizione ORMatE-III al secondo supporto MISSE. MISSE-8 è stato successivamente rimosso da Dextre e stivato nel trunk di SpaceX CRS-10 per lo smaltimento dopo che la black box è stata recuperata dall'equipaggio. MISSE-FF è stato consegnato con SpaceX CRS-14 e installato il 12 aprile 2018 da Dextre per sostituire l'unità precedente.
- FRAM-4 (lato superiore): Main Buss Switching Unit (MBSU) Support Equipment. In origine conteneva il Control Moment Gyroscope (CMG SN102) lanciato con ELC-2.
- FRAM-5 (lato superiore): High Pressure Gas Tank #2 (HPGT #2) (Serbatoio di ossigeno ad alta pressione, esaurito). HPGT #5 è stato successivamente ricollocato al modulo Quest Airlock durante un'attività extraveicolare nella missione STS-129.[6]
- FRAM-6 (lato chiglia): Pump Module (PM SN0004). In origine conteneva PM SN0005, lanciato con ELC-2. L'unità PM SN0005 (in buone condizioni) e PM SN0004 (deteriorata, su ESP-2) sono state scambiate roboticamente il 6 marzo 2015.[10]
- FRAM-7 (lato chiglia): NICER (Neutron Star Interior Composition Explorer). In origine conteneva un Main Bus Switching Unit (MBSU) consegnata tramite l'Exposed Pallet dell'HTV-4e posizionata qui dal Canadarm2/Dextre nell'agosto 2013. Rimossa dall'equipaggio della Expedition 32 e installata sull'ITS per sostituire un'unità degradata, poi riportata sulla Terra con il primo volo della Dragon nella missione SpX-C2.
- FRAM-8 (lato chiglia): Mobile Transporter Trailing Umbilical System-Reel Assembly (MT TUS-RA #4) lanciato con ELC-2.
- FRAM-9 (lato chiglia): Nitrogen Tank Assembly (NTA SN0003) lanciato con ELC-2.

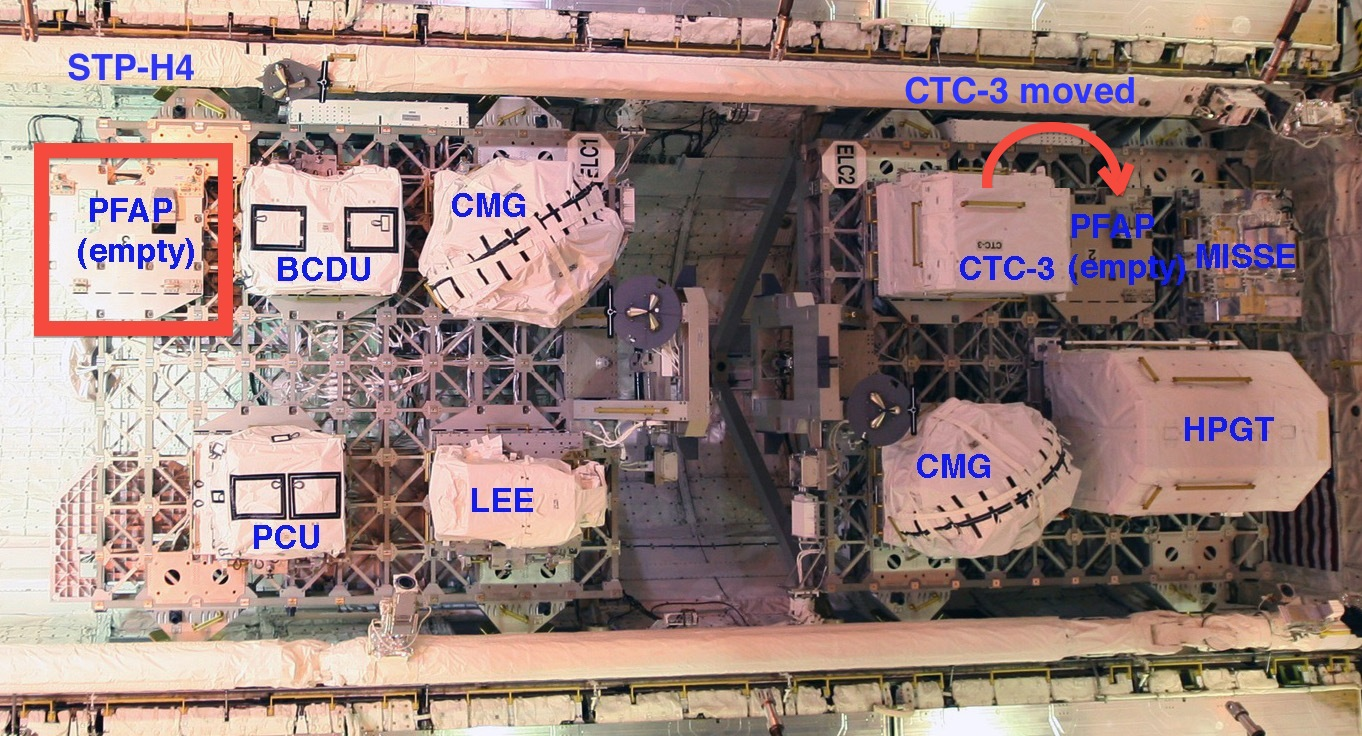
Prelancio ELC-1 e ELC-2 (vista superiore), con in rosso i cambiamenti in orbita. Notare MISSE-7/8.
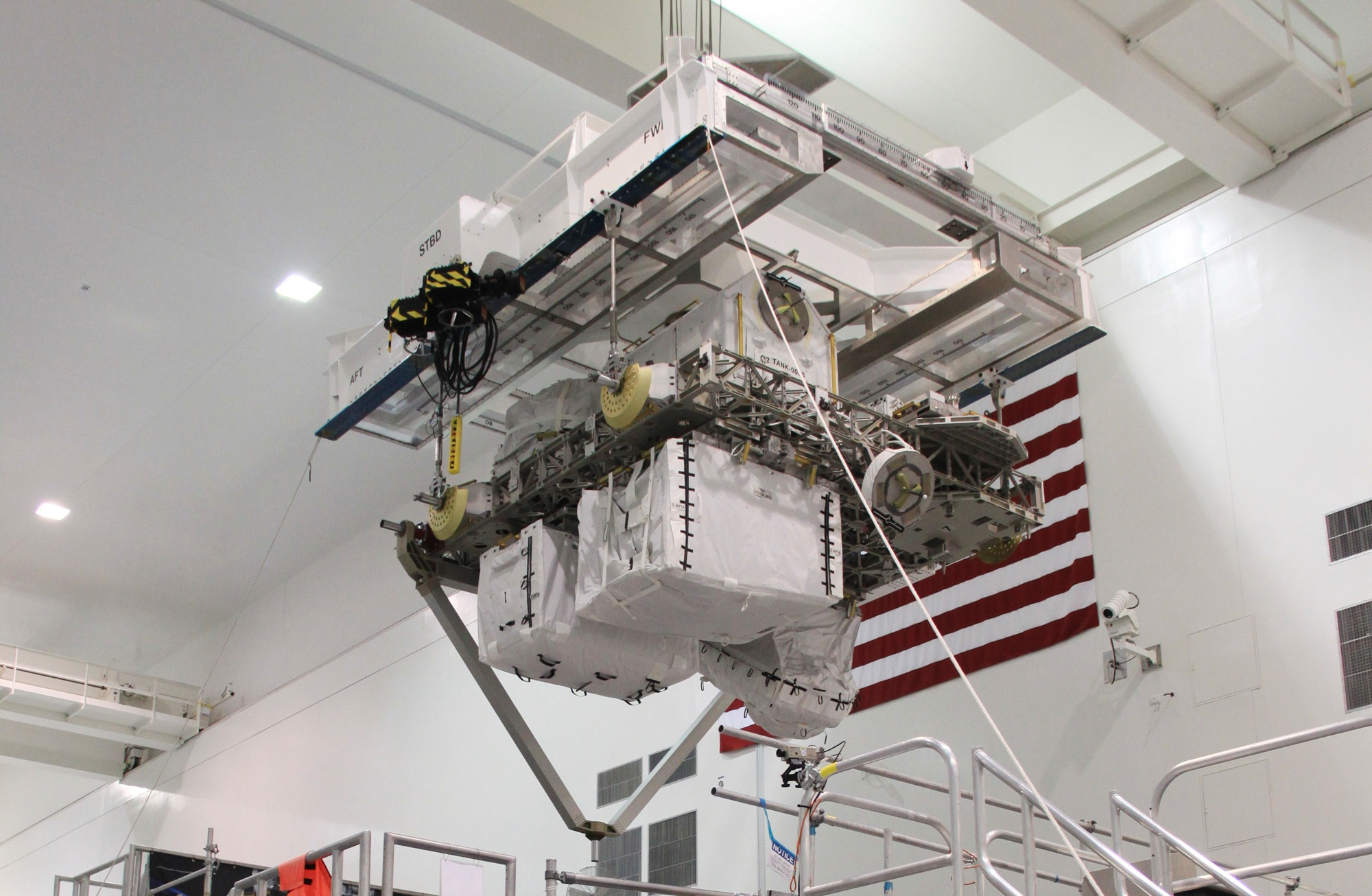
Lato inferiore dell'ELC-2 durante il trasferimento nel contenitore del carico utile nell'SSPF
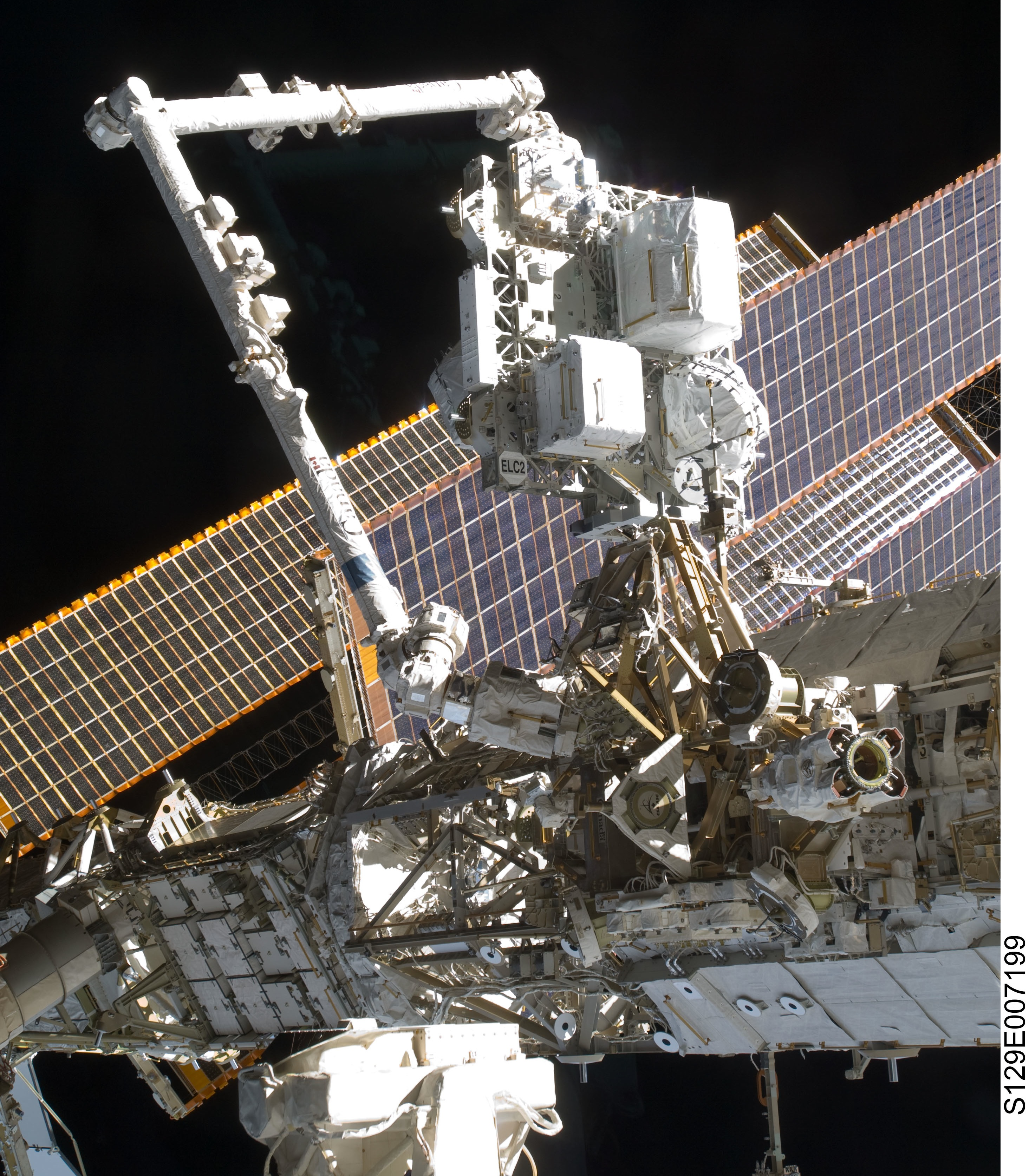
ELC-2 sul Canadarm2 prima del suo posizionamento sul segmento S3
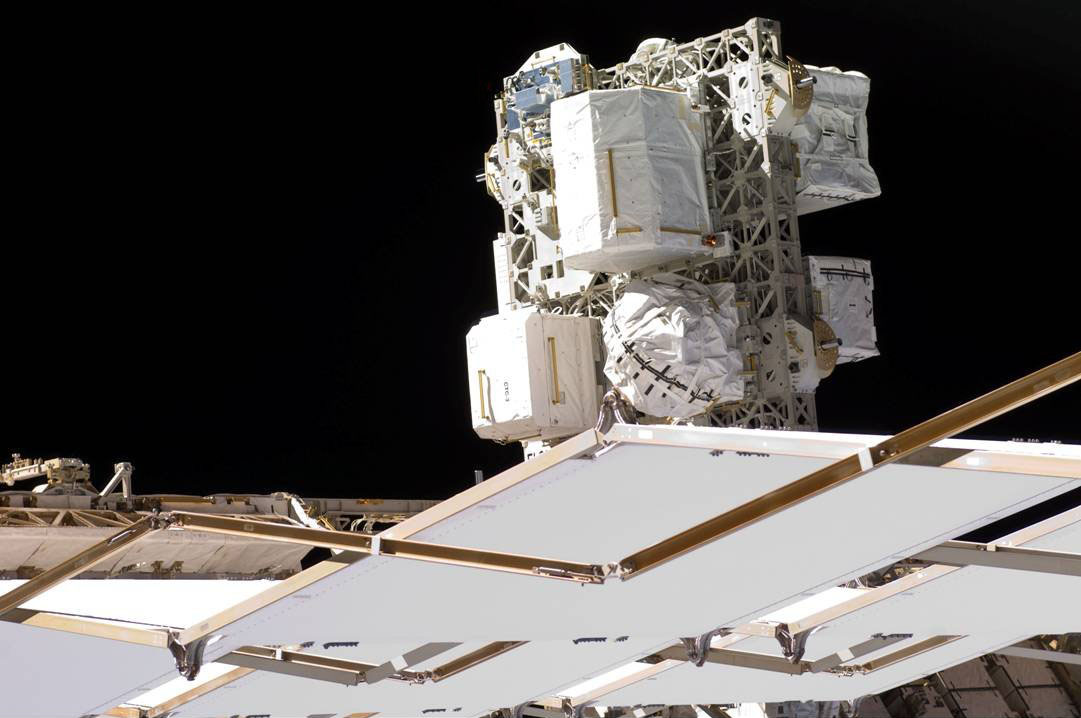
ELC-2 sul Segmento S3 dell'ITS
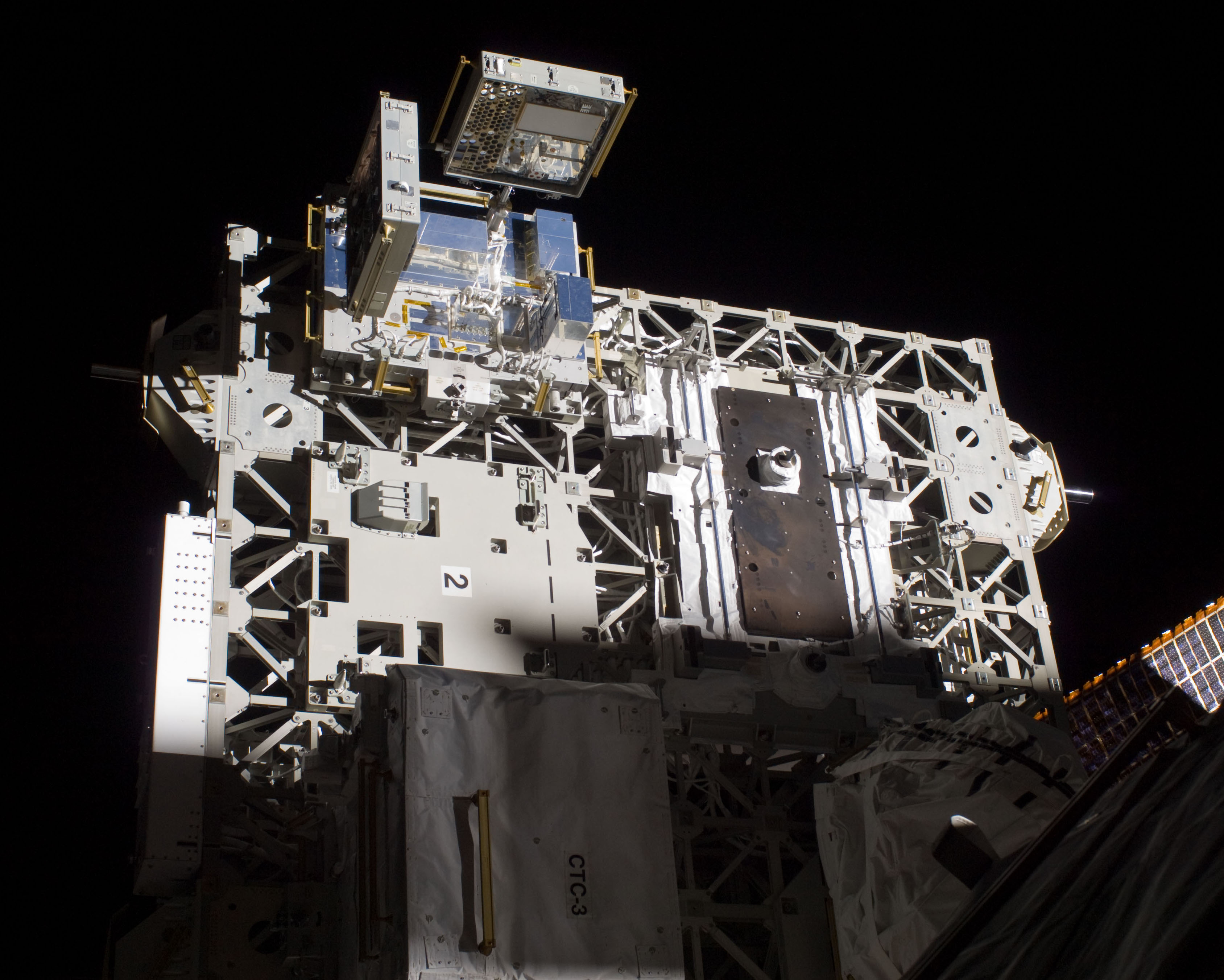
ELC-2 con l'MISSE-7 e il posto libero di HPGT FRAM

### ELC-3

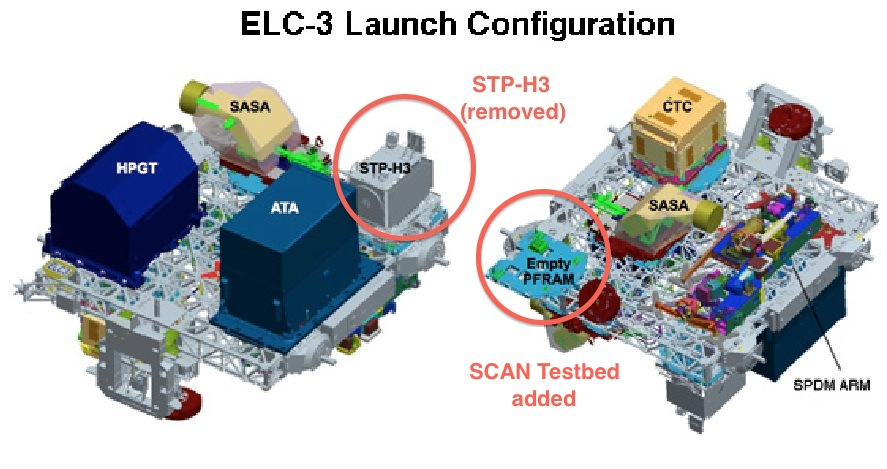
ELC-3 nella configurazione di lancio, notare l'assenza di STP-H3 e l'aggiunta di SCAN

L'ELC-3 si trova sul segmento P3 dell'ITS della Stazione Spaziale Internazionale, nel sito UCCAS-1 (zenit, rivolto verso lo spazio). L'ELC-3 pesa circa 6.360 kg.
Configurazione dei FRAM dell'ELC-3:
- FRAM-1 (lato superiore): Cargo Transport Container-5 (CTC-5), lanciato con ELC-3.
- FRAM-2 (lato superiore): Special Purpose Dextrous Manipulator (SPDM) Arm, lanciato con ELC-3.
- FRAM-3 (lato superiore): CODEX (lanciato con SpaceX CRS-31). In precedenza conteneva lo SCAN Testbed, STP-H6, RRM3 e STP-H5:[12]
  - SCAN è arrivato nel luglio 2012 con l'HTV-3 e, dopo 6 anni come piattaforma di test per la ricerca scientifica della NASA sulle comunicazioni radio, è stato rimosso dall'ITS con Dextre e caricato nel trunk di SpaceX CRS-17 per lo smaltimento.[13][14][15][16][17]
  - STP-H6 è stato lanciato nel maggio 2019 su SpaceX CRS-17, ma ha avuto un malfunzionamento a settembre 2021 e l'unità XCOM è stata disattivata dal Dipartimento della difesa degli Stati Uniti d'America (DOD) nell'ottobre 2021. Rimosso da Dextre nel novembre 2021 e smaltito tramite Cygnus NG-16.[18]
  - RRM3, installato nel 2018 in sostituzione di RRM2, ha subito un guasto nel 2019 e il carico di metano e ammoniaca è stato scaricato nello spazio. Successivamente, il 26 ottobre 2023, è stato installato su un punto di installazione esterno della navicella Cygnus NG-19 per lo smaltimento.[19]
  - STP-H5 è stato spostato dall'ELC-1 quando è arrivato l'AWE. Ha avuto un malfunzionamento nel marzo 2024 e il DOD ha dichiarato la fine della missione. È stato trasferito su Cygnus NG-20 per lo smaltimento.[20]
- FRAM-4 (lato superiore): Latching End Effector #5 (LEE #5). In precedenza ospitava il S-band Antenna Sub-System Assembly #3 (SASA), lanciato con ELC-3, poi ricollocato su ESP-2 per sostituire un'unità degradata SASA #1 che si trova ancora in ESP 2 dopo che SASA #3 è stato installato sull'ITS durante un'attività extraveicolare nel 2023.
- FRAM-5 (lato chiglia): TSIS (lanciato con SDS su SpaceX CRS-13). In precedenza conteneva Space Test Program-Houston 3 (STP-H3), un esperimento del DOD, lanciato con ELC-3, rimosso da Dextre e smaltito tramite HTV-4.
- FRAM-6 (lato chiglia): Ammonia Tank Assembly (ATA), lanciato con ELC-3.
- FRAM-7 (lato chiglia): High Pressure Gas Tank (HPGT), lanciato con ELC-3.
- FRAM-8 (lato chiglia): S-band Antenna Sub-System Assembly #4 (SASA #4). In precedenza conteneva SASA #2, lanciato con ELC-3.

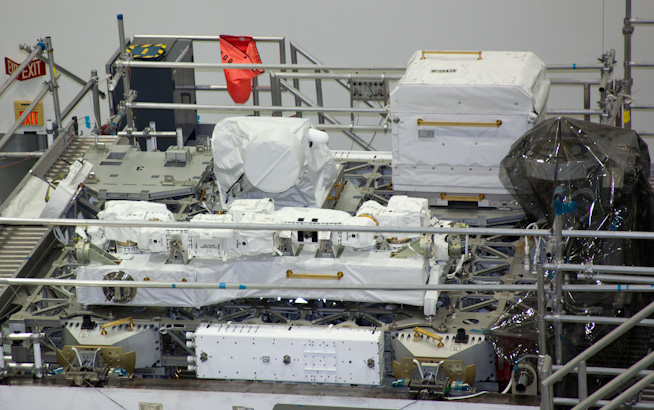
Vista dall'alto ELC-3
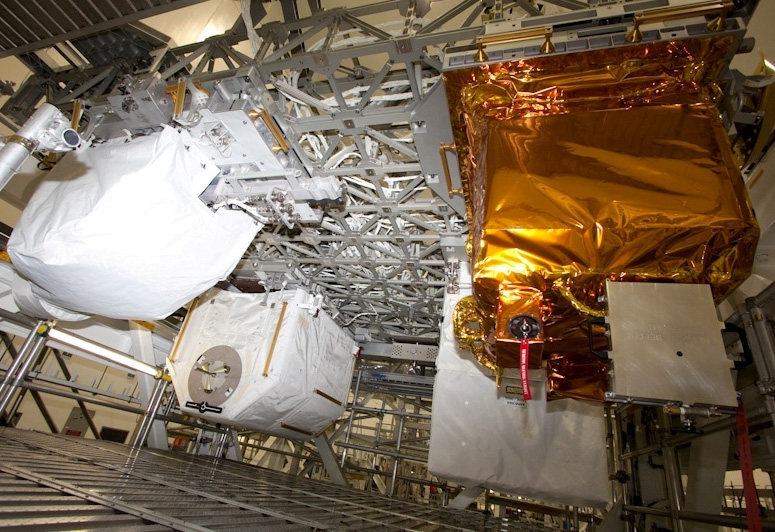
Vista sulla chiglia dell'ELC-3
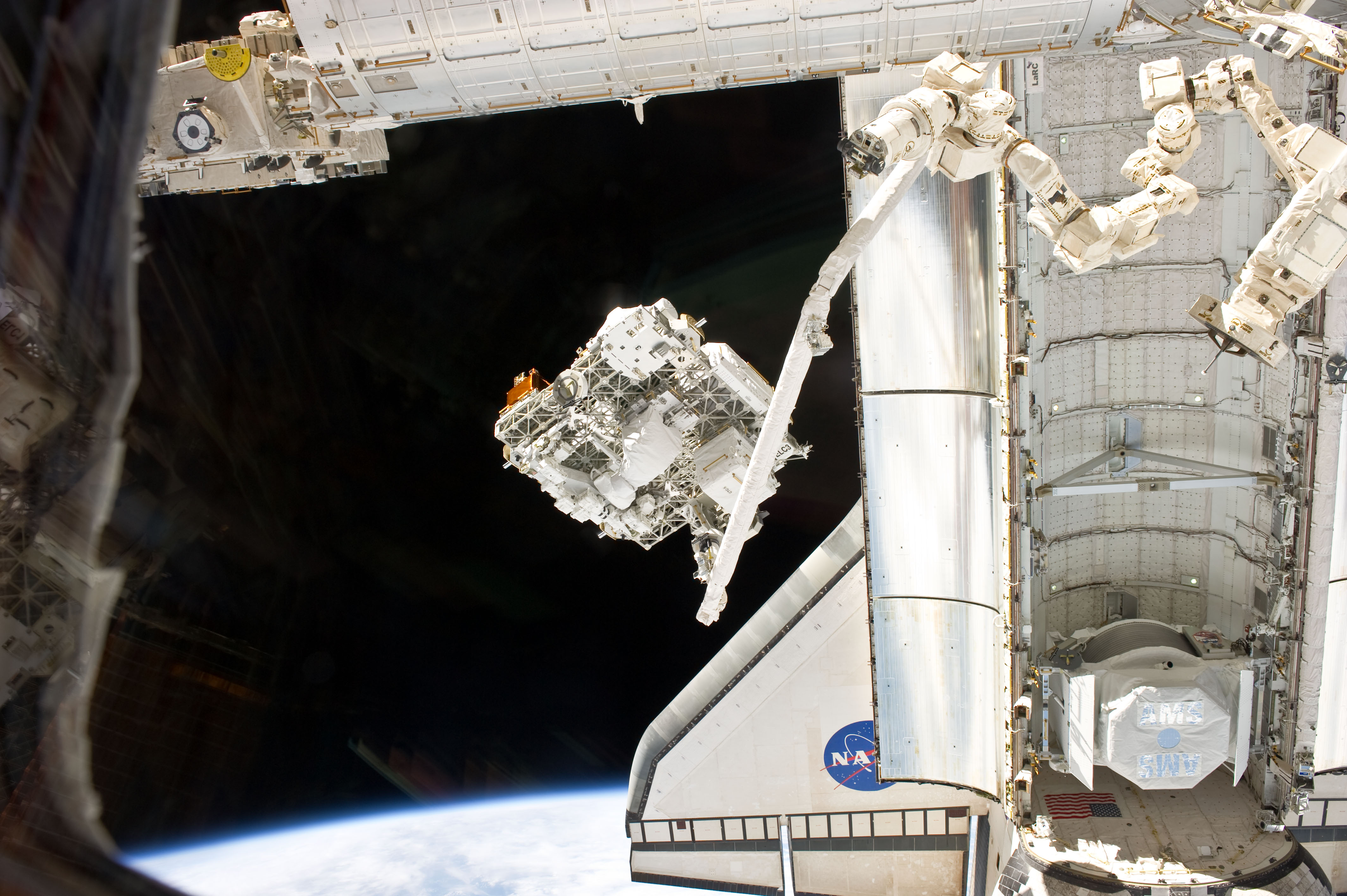
ELC-3 sul braccio robotico dello Space Shuttle Endeavour

### ELC-4

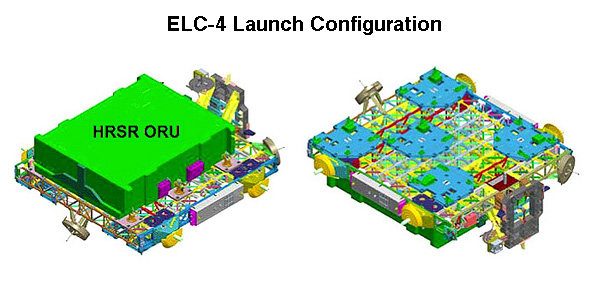
ELC-4 nella sua configurazione al lancio

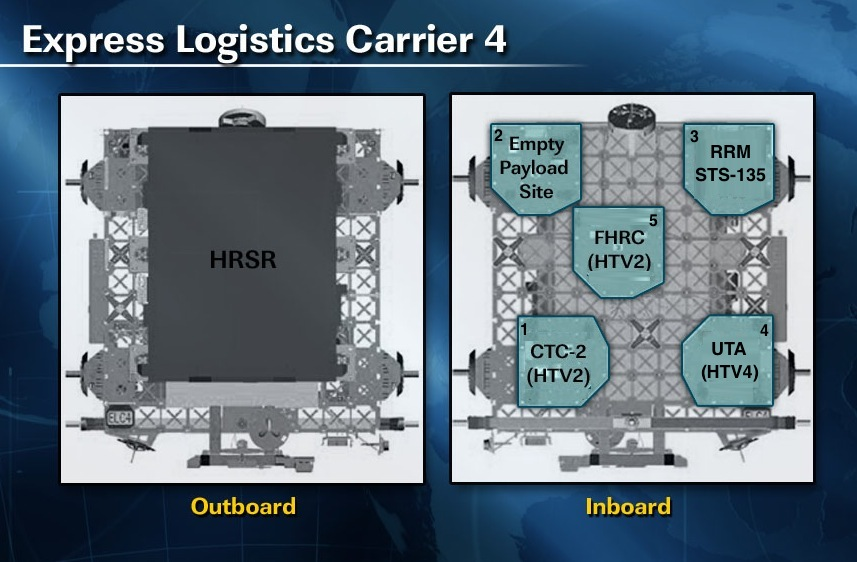
ELC-4 FRAM

L'ELC-4 si trova sul segmento S3 dell'ITS della Stazione Spaziale Internazionale, nel sito PAS-4 (nadir, rivolto verso la Terra), accanto all'ESP-3 posizionato sul PAS-3. L'ELC-4 pesa circa 3.730 kg.
Configurazione dei FRAM dell'ELC-4:
- Parte superiore: Heat Rejection System Radiator (HRSR), lanciato sulla parte superiore dell'ELC-4.[21]
- FRAM-1 (lato chiglia): Cargo Transport Container-2 (CTC-2), consegnato alla ISS con il Exposed Pallet dell'HTV-2 e posizionato tramite Dextre.[22]
- FRAM-2 (lato chiglia): MUSES (Multiple User System for Earth Sensing), consegnato con SpaceX CRS-11.
- FRAM-3 (lato chiglia): SAGE III (Stratospheric Aerosol and Gas Experiment III). In precedenza conteneva la Robotic Refueling Mission (RRM), consegnata alla ISS con la missione STS-135 e temporaneamente posizionata sul modulo Destiny tramite Dextre.[23] Successivamente, l'RRM è stato spostato su questo FRAM. L'RRM è stato rimosso dallo SPDM/Dextre il 5 marzo 2017 e stivato nel trunk di SpaceX CRS-10 per lo smaltimento.
- FRAM-4 (lato chiglia): Utility Transfer Assembly (UTA), consegnato con l'Exposed Pallet dell'HTV-4 e posizionato tramite SPDM nell'agosto 2013.
- FRAM-5 (lato chiglia): Flex Hose Rotary Coupler (FHRC SN1005), consegnato alla ISS con l'Exposed Pallet dell'HTV-2 e successivamente trasferito su questo FRAM tramite Dextre.[22]

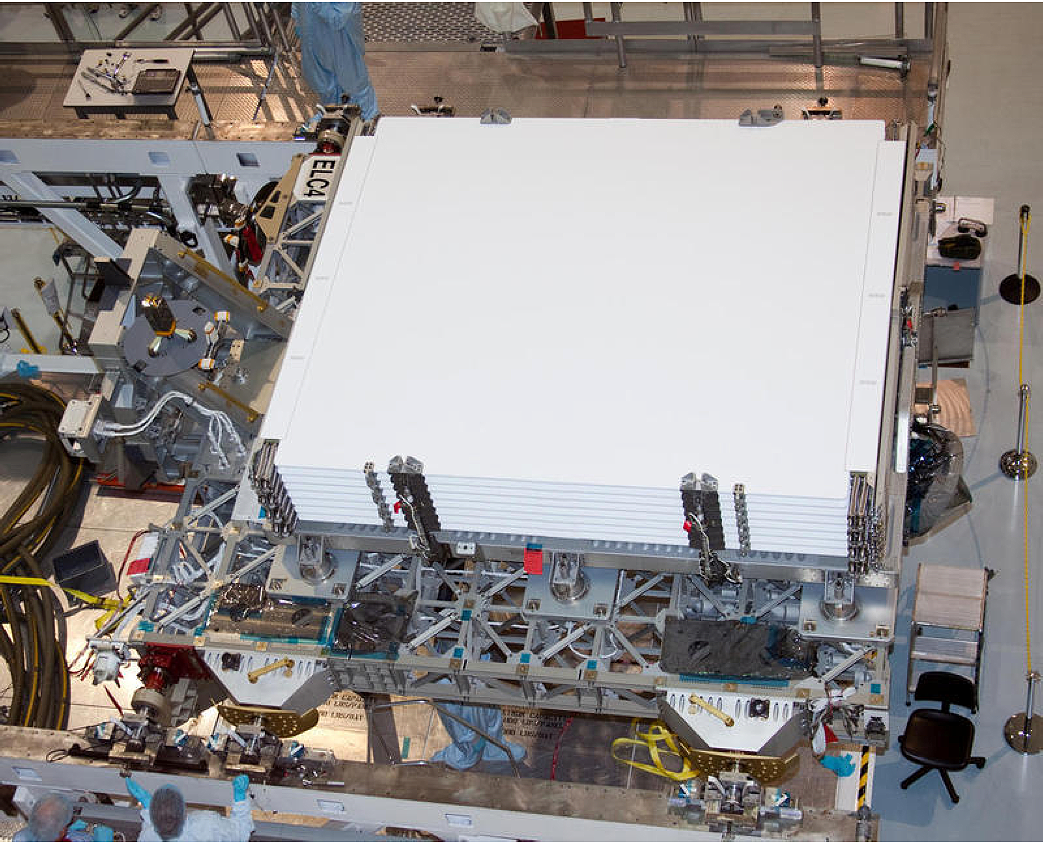
Heat rejection subsystem radiator (HRSR) sull'ELC-4
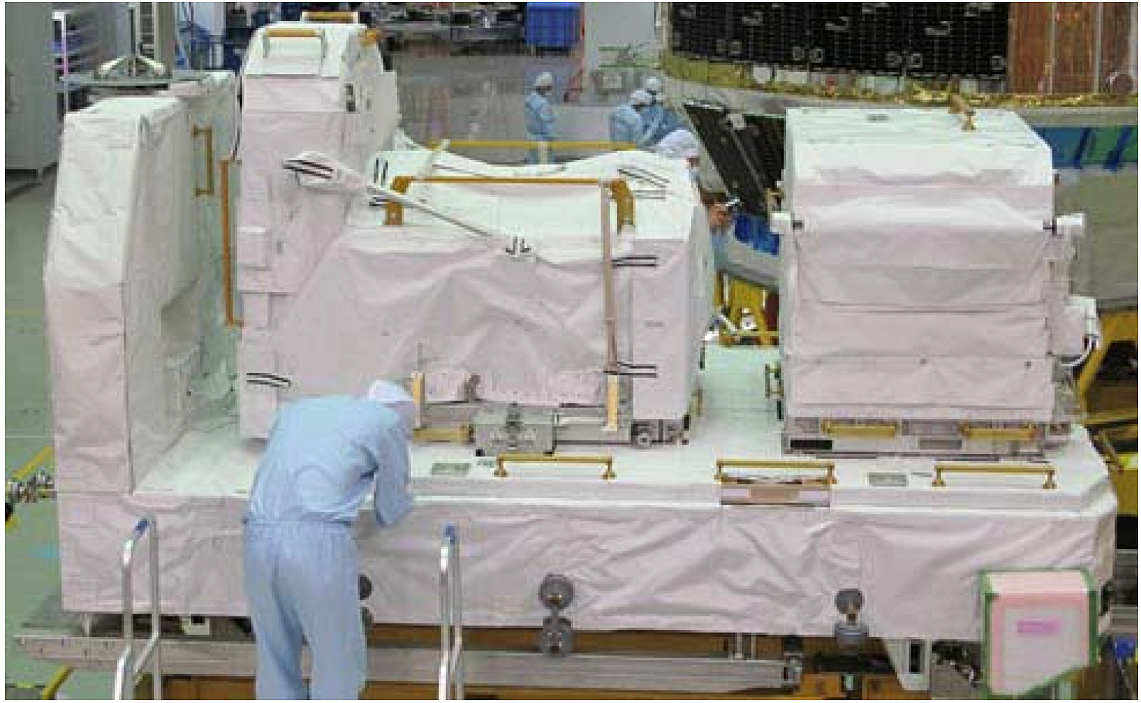
FHRC e CTC4 sull'Exposed Platform dell'HTV-2
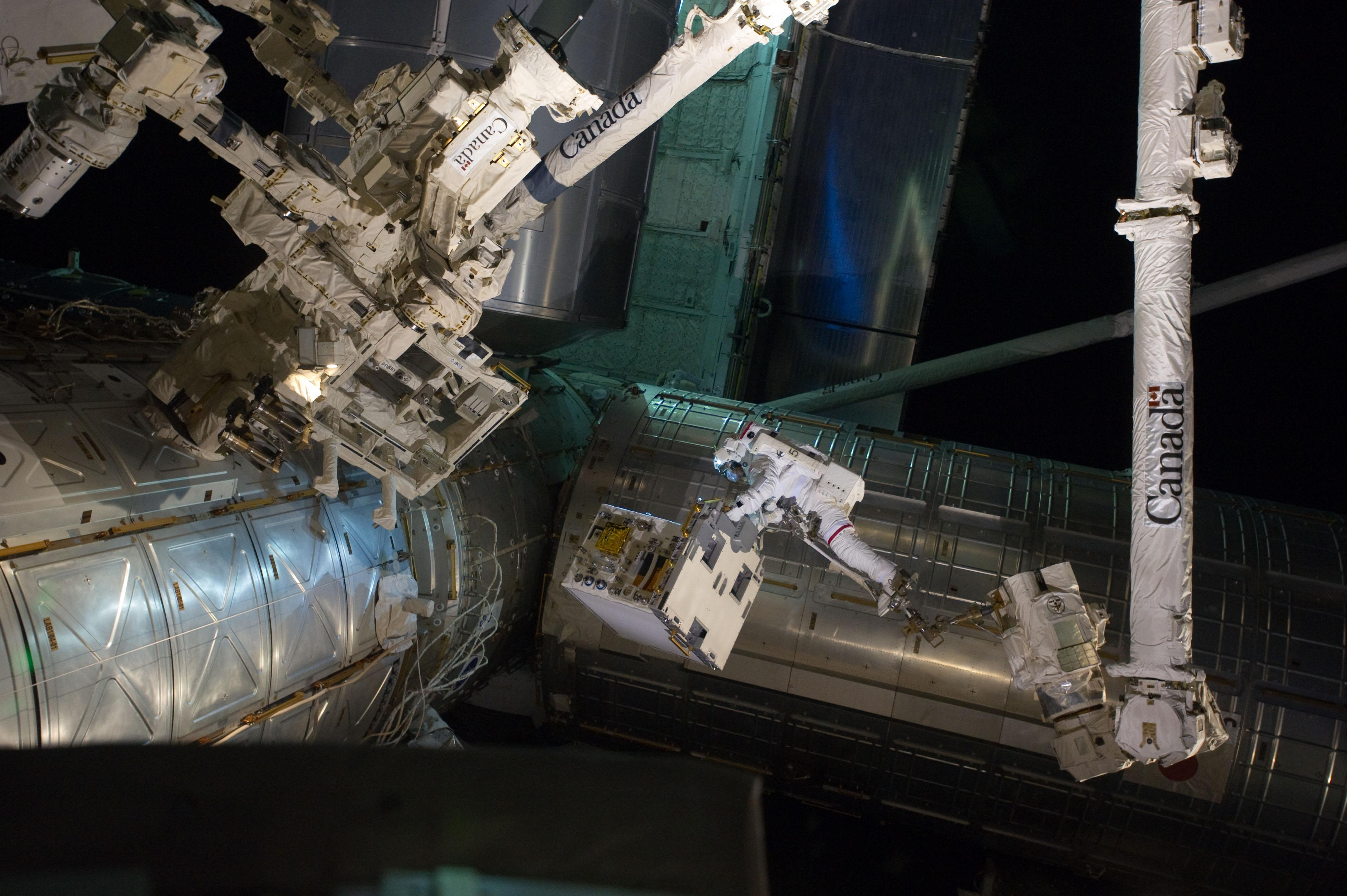
Michael Fossum sul Canadarm2 durante lo spostamento del RRM con il Dextre alla sua posizione temporanea
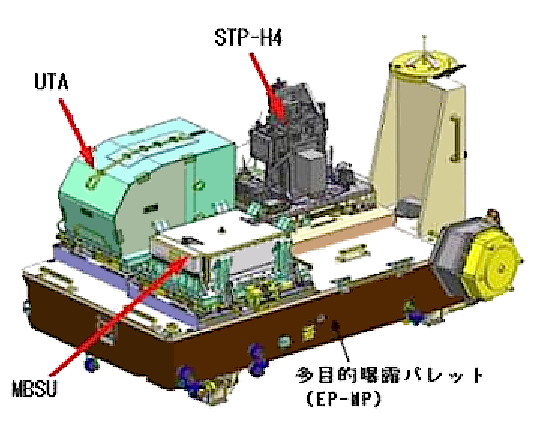
JEM Exposed Platform HTV-4

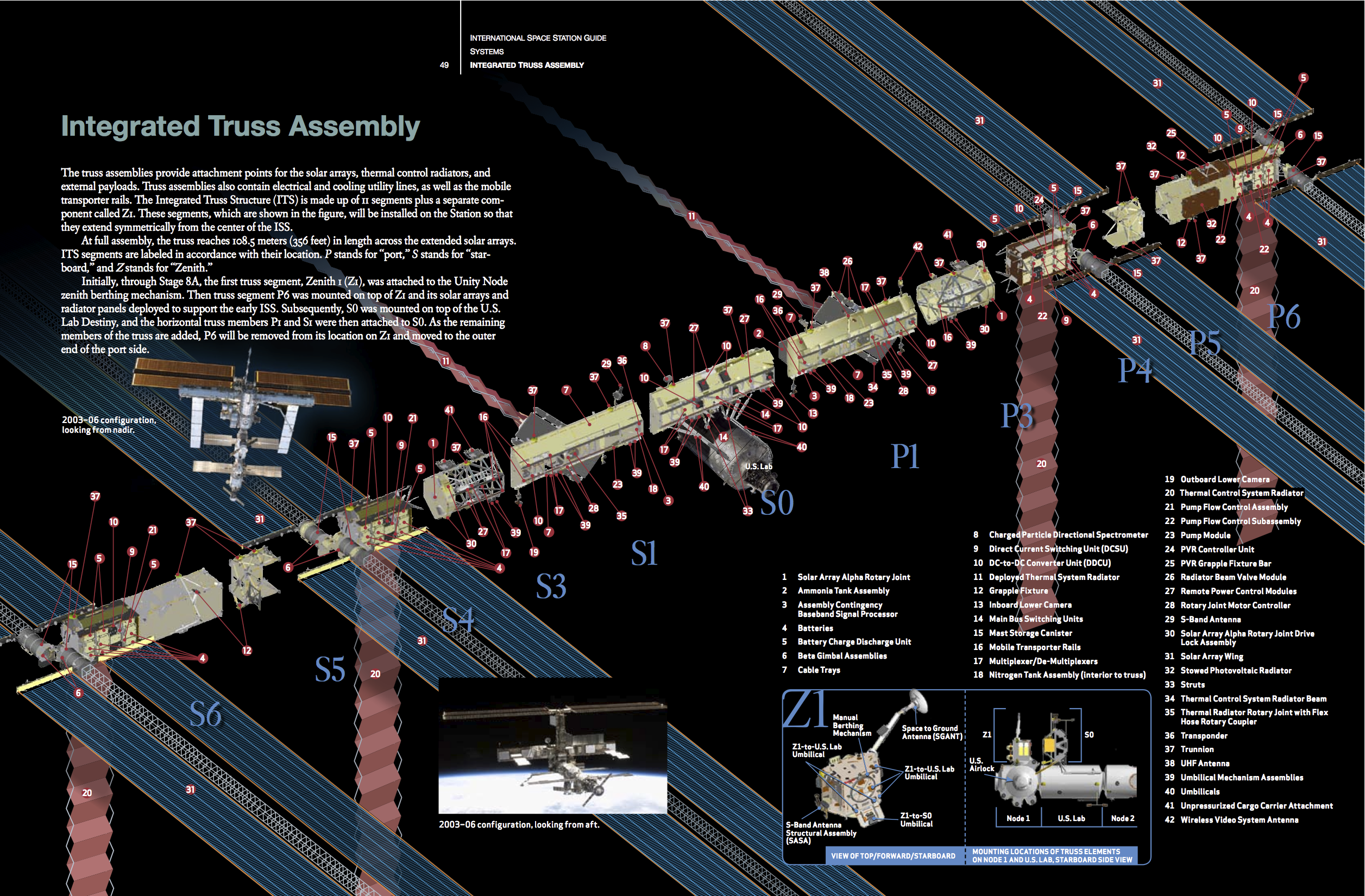
Componenti dell'ITS e gli ORU della ISS